# Op het Midherfstfeest geniet men tot de vierde wake van de maan
Op het Midherfstfeest geniet men tot de vierde wake van de maan is een volksverhaal uit China.

## Het verhaal
In het gebied van Qingpu zegt men dat je tot de vierde wake van de maan moet vieren op de vijftiende dag van de Achtste Maand (het Midherfstfeest). Lang geleden woonde de familie Yang in Liutian; de toekomstige schoondochter was in huis. Ze moet al in de vijfde wake (schemerduister) opstaan om de haard te vegen. 's Nachts moet ze van katoen garen spinnen. Tijdens de nacht van de vijftiende van de Achtste Maand schijnt de maan helder. De familie zit op de binnenplaats, maar de schoondochter moet garen spinnen. Ze krijgt zeven en een half pond katoen en Yao Liujie durft niks te zeggen. 
Als de anderen slapen, spint Yao Liujie. Ze valt toch in slaap met haar hoofd op het spinnewiel en als ze ontwaakt, ziet ze dat het al bijna de vierde wake is. Tranen druppelen uit haar ogen en de wind steekt op. Uit de maan komt een drakenboot tevoorschijn en deze zweeft naar haar toe. De boot zit vol oude onsterfelijken met babygezichten, boven hun hoofden zweven bonte wolken. De onsterfelijken lachen haar toe, maar Yao Liujie buigt haar hoofd en gaat spinnen. Als ze weer opkijkt, zijn de onsterfelijken veranderd in de Hellekoning met zijn duivels. Ze vlucht naar binnen en kan niet slapen, de volgende dag is ze ziek. 
De volgende ochtend slaat de schoonmoeder Yao Liujie en ze gaat naar de kamer met het spinnewiel. De kamer schittert van goud, de drakenboot komt elk jaar in de nacht van het Midherfstfeest eenmaal tevoorschijn. Als iemand hem ziet en op dat moment iets binnen brengt, verandert dit in goud. De schoonmoeder beseft dat haar schoondochter bijzonder is en behandelt haar voortaan beter. Vanaf die tijd is het in die streek een gebruik om tot de vierde wake van de maan te genieten van de maan. Men kijkt uit naar de drakenboot; alleen de allerijverigsten kunnen de boot zien volgens de oude mensen.

## Achtergronden
- Bij de Chinese kalender begint een nieuwe maand op de dag van een astrologische nieuwe maan. De vijftiende dag is dus volle maan.